# أندريه غانون
أندريه غانون هو ملحن وعازف بيانو كندي، ولد في 2 أغسطس 1936 في سان باكوم ‏ في كندا.

## وصلات خارجية
- الموقع الرسمي
- أندريه غانون على موقع IMDb (الإنجليزية)
- أندريه غانون على موقع ميوزك برينز (الإنجليزية)
- أندريه غانون على موقع ديسكوغز (الإنجليزية)
- أندريه غانون على موقع قاعدة بيانات الفيلم (الإنجليزية)